# Barbara Celjska
Barbara Celjska (?, 1392. – Melnik, Češka, 11. srpnja 1451.) bila je hrvatsko-ugarska i češka kraljica te carica Svetoga Rimskog Carstva, kći hrvatskog bana Hermana II. Celjskog i grofice Ane von Schaunberg. U Hrvatskoj je poznata kao Crna kraljica. 

## Životopis
Već 1406. godine spominje kao žena ugarsko-hrvatskog kralja Žigmunda Luksemburškog, iako je njihov brak sklopljen dvije godine kasnije, 1408. kada je Barbara imala 16 godina. Žigmund ju je uskoro uveo u državne poslove, pa ga je tako u vladanju zamjenjivala za njegovih dugotrajnih izbivanja iz Ugarsko-hrvatskog Kraljevstva (1412. – 1414. i 1416. – 1418.). Već 1419. žestoko se sukobila s mužem, koji je nju i njihovu zajedničku kćer Elizabetu prognao na više od godine dana. Nakon pomirbe, Barbara od 1420. nosi naslov češke kraljice, od 1433. carice (kad je njen muž okrunjen za njemačko-rimskog cara). Kako bi sebi osigurala vlast, odupirala se da prijestolje naslijedi Albert II. Habsburgovac, koji se oženio njenom kćeri Elizabetom, pa je još za života Žigmund zapovjedio da se on zatvori. No, Albert je ipak zavladao te ju zatočio u Požunu. Nakon svog oslobađenja i unatoč prividnoj pomirbi s kraljem, svojim zetom, Barbara je pobjegla u Poljsku da kao protukralja u Češkoj podupre mladoga Kazimira Jagelovića. U Češku se vratila nakon Albertove smrti i nastanila u Melniku, gdje je umrla od kuge, 11. srpnja 1451. Dok je njezin suvremenik Enea Silvio Piccolomini (poslije papa Pio II.) žigosao njezin život kao razuzdan i poročan, ne mogu se previdjeti i druge osobine te žene izvanredne ljepote. Barbara je u svom, doduše spletkarskom, političkom djelovanju pokazivala veliku oštroumnost i političko umijeće. Bavila se alkemijom i voljela odijevati u crno zbog čega je u hrvatskom narodu (prije svega u sjeverozapadnoj Hrvatskoj gdje je imala posjede) do danas ostala zapamćena pod imenom Crna kraljica.